# Neuberg
Neuberg è un comune tedesco di 5 505 abitanti situato nel land dell'Assia.